# Vågbandad fältmätare
Vågbandad fältmätare (Lampropteryx suffumata) är en fjärilsart som först beskrevs av Michael Denis och Ignaz Schiffermüller 1775. Vågbandad fältmätare ingår i släktet Lampropteryx, och familjen mätare, Geometridae. Arten är reproducerande i Sverige.

## Bildgalleri

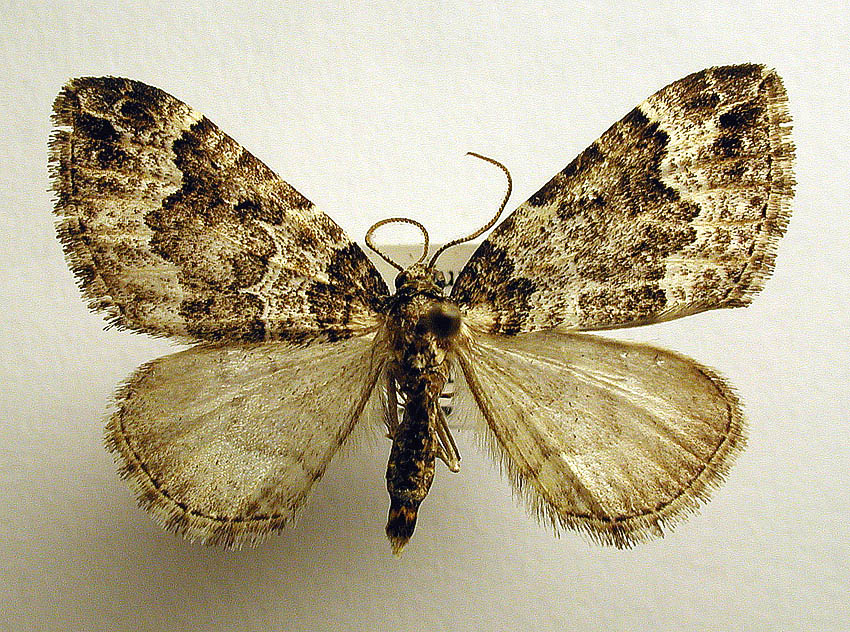
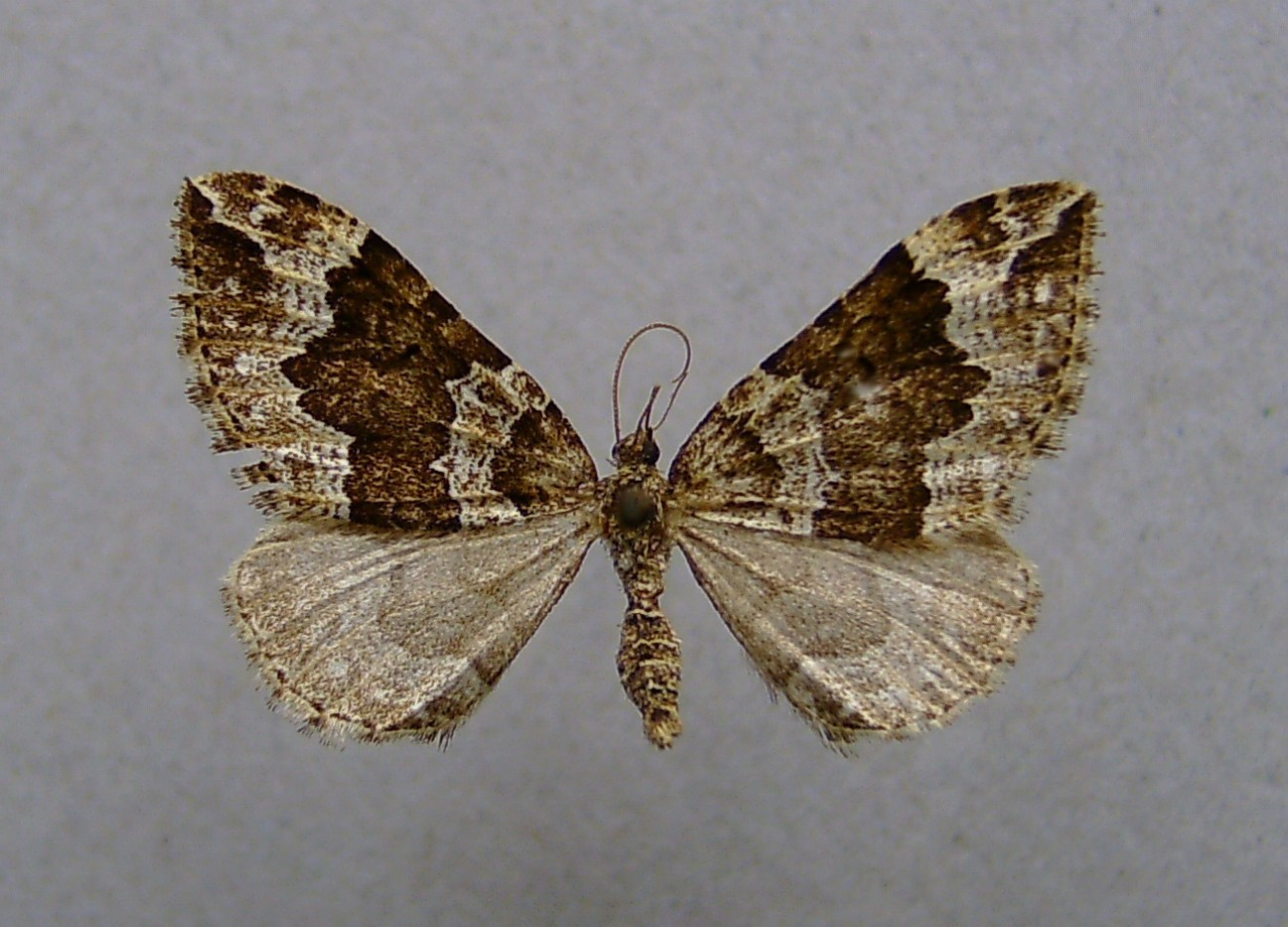
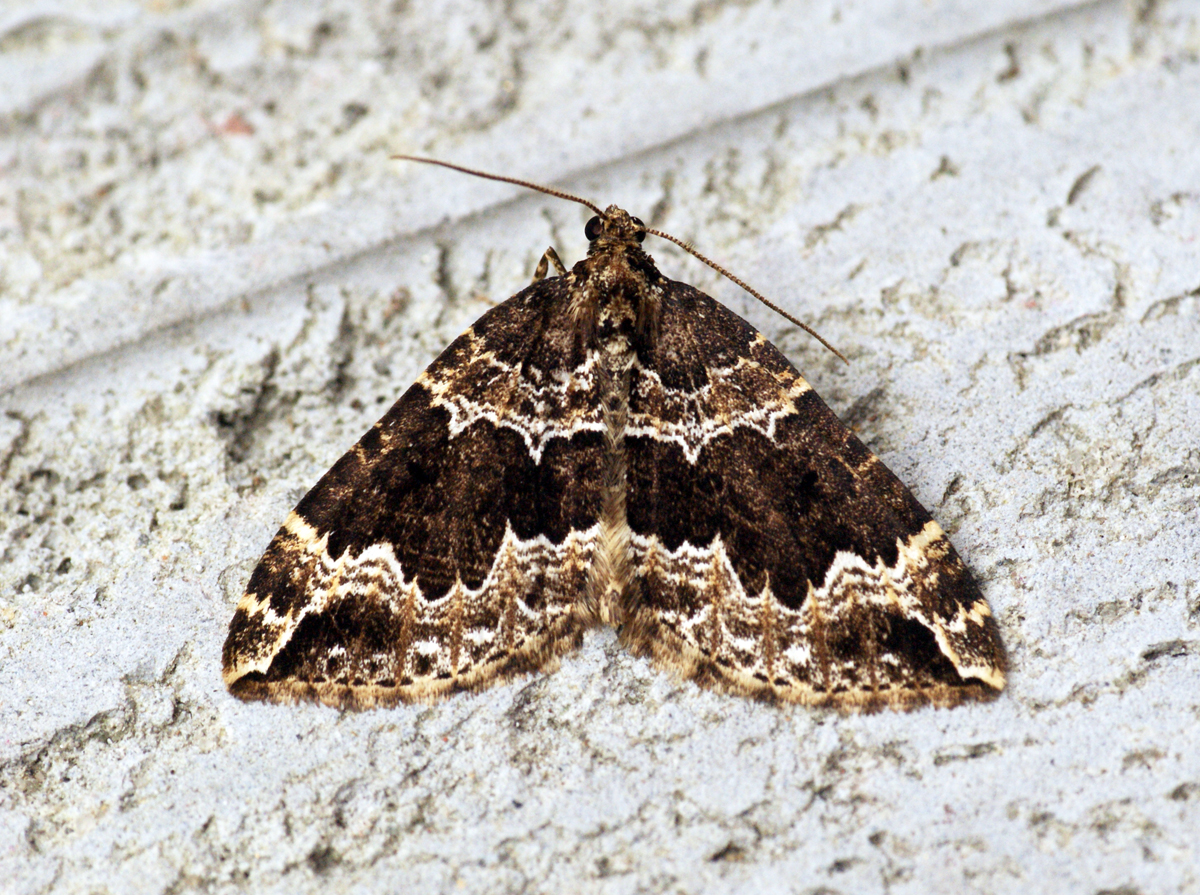